# Dora Bakojani
Dora Bakojani, gr. Ντόρα Μπακογιάννη (ur. 6 maja 1954 w Atenach) – grecka polityk, burmistrz Aten (2003–2006), minister spraw zagranicznych Grecji (2006–2009), deputowana, działaczka Nowej Demokracji.

## Życiorys
Jest najstarszą z czwórki dzieci byłego greckiego polityka Konstandinosa Mitsotakisa, który w latach 1990–1993 sprawował urząd premiera Grecji, a także przewodniczył konserwatywnej partii Nowa Demokracja (1983–1993). W 1968 jej rodzina wyemigrowała do Paryża, uciekając przed dyktaturą wojskową. We Francji Dora Bakojani kształciła się w szkole niemieckiej w Paryżu. Studiowała politologię na Uniwersytecie Ludwika i Maksymiliana w Monachium, a po powrocie do Aten kształciła się w zakresie nauk politycznych oraz prawa publicznego na Uniwersytecie Narodowym.
W 1974 poślubiła Pawlosa Bakojanisa, dziennikarza i polityka. Przez kolejnych kilka lat pracowała w greckim Ministerstwie Współpracy Gospodarczej, a potem w Ministerstwie Spraw Zagranicznych. Kiedy jej ojciec został wybrany na przewodniczącego Nowej Demokracji, objęła stanowisko szefowej jego kancelarii. W 1989 razem z mężem zostali wybrani do Parlamentu Hellenów VI kadencji. W tym samym roku terroryści z Organizacji Rewolucyjnej 17 listopada zamordowali Pawlosa Bakojanisa, gdy ten wchodził do swojego biura w centrum Aten.
Dora Bakojani z powodzeniem ubiegała się o reelekcję w każdych kolejnych wyborach do 2009 włącznie, sprawując mandat posłanki VII, VIII, IX, X, XI, XII i XIII kadencji. Do 1996 posłowała z prefektury Eurytania, a następnie była wybierana z Aten. Kiedy w 1990 jej ojciec został mianowany na premiera, pracowała od października 1990 jako podsekretarz stanu, a następnie od grudnia 1992 jako minister kultury. Gdy Nowa Demokracja przegrała wybory parlamentarne w 1993, a jej ojciec podał się do dymisji, w październiku 1993 odeszła z urzędu. Została przy tym nominowana w skład centralnego komitetu partyjnego. W 2000 nowy lider partii, Kostas Karamanlis, powołał ją na sekretarza odpowiedzialnego za politykę zagraniczną i obronną w swoim gabinecie cieni.
W 2002, kiedy lider ND dążył do pokonania rządzącego Panhelleńskiego Ruchu Socjalistycznego, w wyborach lokalnych na stanowisko burmistrza Aten wystawił Dorę Bakojani. W październiku 2002 w drugiej turze głosowania wygrała z kandydatem socjalistów. W 2005, sprawując urząd burmistrza greckiej stolicy, wyróżniona została tytułem „World Mayor”.
W lutym 2006 została mianowana przez premiera Kostasa Karamanlisa na stanowisko ministra spraw zagranicznych Grecji, odchodząc w tym samym miesiącu z magistratu. Urząd ministra sprawowała do października 2009. Od 1 stycznia do 5 października 2009 pełniła też funkcję przewodniczącego OBWE.
W maju 2010 za głosowanie wbrew stanowisku tego partii została wykluczona z Nowej Demokracji. W listopadzie tegoż roku założyła partię Sojusz Demokratyczny (jej brat Kiriakos Mitsotakis pozostał członkiem ND). Sojusz Demokratyczny nie przekroczył wyborczego progu w wyborach do parlamentu z maja 2012. W obliczu kolejnych przedterminowych wyborów, przewidzianych na czerwiec tego samego roku, Dora Bakojani podjęła rozmowy koalicyjne z Nową Demokracją. Ostatecznie ND i jej formacja doszły do porozumienia, uzgadniając wspólny start (pod szyldem Nowej Demokracji) oraz kwestie zjednoczenia. W rezultacie z listy ND Dora Bakojani powróciła do parlamentu po miesięcznej przerwie, utrzymując mandat poselski również w kolejnych wyborach w styczniu 2015, wrześniu 2015, 2019, maju 2023 i czerwcu 2023.

## Życie prywatne
Ze związku małżeńskiego z Pawlosem Bakojanisem ma dwoje dzieci: Aleksię i Kostasa. W 1998 zawarła drugi związek małżeński z przedsiębiorcą Isidorosem Kuwelosem.